# Чжан Ліньжу
Чжан Ліньжу (англ. Linru Zhang, 23 вересня 1999) — китайська штовхальниця ядра, срібна призерка чемпіонату світу 2018 року серед юніорів.

## Основні міжнародні виступи
| Рік            | Змагання                      | Місто          | Місце          | Дисципліна     | Примітки       |
| Виступи за КНР | Виступи за КНР                | Виступи за КНР | Виступи за КНР | Виступи за КНР | Виступи за КНР |
| -------------- | ----------------------------- | -------------- | -------------- | -------------- | -------------- |
| 2018           | Чемпіонат Азії серед юніорів  | Ґіфу           | 1              | штовхання ядра |                |
| 2018           | Чемпіонат світу серед юніорів | Тампере        | 2              | штовхання ядра | [ 1 ]          |